# Rhypholophus simulans
Rhypholophus simulans är en tvåvingeart som först beskrevs av Evgenyi Nikolayevich Savchenko 1973.  Rhypholophus simulans ingår i släktet Rhypholophus och familjen småharkrankar. Inga underarter finns listade i Catalogue of Life.